# Patricia Wartusch
Patricia Wartusch (* 5. August 1978 in Innsbruck) ist eine ehemalige österreichische Tennisspielerin.

## Karriere
Patricia Wartusch gewann in ihrer Profikarriere im Einzel zwei Turniere auf der WTA Tour; im Doppel waren es sechs, fünf mit ihrer ungarischen Doppelpartnerin Petra Mandula. Den ersten Einzeltitel sicherte sie sich im Jahr 2000 in Bogotá, den zweiten 2002 in WTA Casablanca, beide auf Sand. Ihre höchste Position in der Weltrangliste erreichte sie im Einzel im Jahr 2000 mit Rang 65, im Doppel 2003 mit Rang 22. Mit dem Einzug in die dritte Runde der Wimbledon Championships gelang ihr im Jahr 2000 auch das beste Ergebnis bei einem Grand-Slam-Turnier.
Die Tirolerin spielte auch für Österreich im Fed Cup. Sie erreichte 2002 und 2004 mit dem Team jeweils das Semifinale, scheiterte 2002 mit 2:3 an Spanien und 2004 mit 0:5 an Russland – nach einem 4:1-Erfolg im Viertelfinale über die Vereinigten Staaten. Ihre Bilanz weist sechs Siege bei zwölf Niederlagen aus. Wartusch war an den größten Erfolgen des ÖTV im Fed Cup beteiligt.
2005 beendete Patricia Wartusch nach ihrem Ausscheiden bei den Australian Open ihre Profikarriere.

## Turniersiege

### Einzel
| Nr. | Datum            | Turnier    | Kategorie    | Belag | Finalgegnerin   | Ergebnis      |
| --- | ---------------- | ---------- | ------------ | ----- | --------------- | ------------- |
| 1.  | 13. Februar 2000 | Bogotá     | WTA Tier IVa | Sand  | Tathiana Garbin | 4:6, 6:1, 6:4 |
| 2.  | 14. Juli 2002    | Casablanca | WTA Tier V   | Sand  | Klára Koukalová | 5:7, 6:3, 6:3 |

### Doppel
| Nr. | Datum          | Turnier    | Kategorie    | Belag     | Partnerin              | Finalgegnerinnen                        | Ergebnis        |
| --- | -------------- | ---------- | ------------ | --------- | ---------------------- | --------------------------------------- | --------------- |
| 1.  | 13. Juni 1999  | Taschkent  | WTA Tier IVb | Hartplatz | Jewgenija Kulikowskaja | Eva Bes Gisela Riera                    | 7:63, 6:0       |
| 2.  | 17. Juni 2001  | Taschkent  | WTA Tier IV  | Hartplatz | Petra Mandula          | Tetjana Perebyjnis Tazzjana Putschak    | 6:1, 6:4        |
| 3.  | 16. Juni 2002  | Wien       | WTA Tier III | Sand      | Petra Mandula          | Barbara Schwartz Jasmin Wöhr            | 6:2, 6:4        |
| 4.  | 14. Juli 2002  | Casablanca | WTA Tier V   | Sand      | Petra Mandula          | Gisela Dulko Conchita Martínez Granados | 6:2, 6:1        |
| 5.  | 13. April 2003 | Estoril    | WTA Tier IV  | Sand      | Petra Mandula          | Maret Ani Emmanuelle Gagliardi          | 6:73, 7:63, 6:2 |
| 6.  | 4. Mai 2003    | Bol        | WTA Tier III | Sand      | Petra Mandula          | Patty Schnyder Emmanuelle Gagliardi     | 6:3, 6:2        |